# 大系统理论
大系统理论乃采用数学模型，通过分解－协调或分解－集结方法，将控制理论中的稳定性理论，最优化控制，多变量控制和运筹学中的线性规划、非线性规划等加以推广，应用于大系统的分析和综合。大系统理论是现代控制理论与运筹学相结合的产物。大型電力網及大型電腦網絡均屬於大系統。